# Robert Stark
Robert Stark (Klingenthal, 19 de setembre de 1847 - 29 d'octubre de 1922) fou un compositor i concertista de clarinet alemany.
Fill d'un fabricant d'instruments, estudià en el conservatori de Dresden i després formà part com a primer clarinet de l'orquestra de Müller Berghaus de Chemnitz, sent nomenat el 1881 professor de clarinet de la Reial Escola de Würzburg. Va escriure nombroses obres per a clarinet: tres Concerts; Romanza en fa menor; Canzone, estudis, etc., així com les obres didàctiques Die Kunst des Vortrags i Hohe Schule des Klarinettenspiels.